# セリョージャ川 (トヴェリ州)
セリョージャ川（セリョージャがわ、ロシア語: Серёжа）はヨーロッパ・ロシアの北西部を流れる、長さ101kmのクーニヤ川の支流である。
源流はヴァルダイ丘陵のナゴーヴィエ湖(ru)であり、トヴェリ州のトロペツ地区を流れ、ノヴゴロド州との境でクーニヤ川に合流する。最終的には川の水はバルト海に注ぐ。上流の川幅は10-15mほどで非常に浅く湾曲している。また、多数の倒木や石が堆積し水路を遮っている。しかし流れは速く、春の氾濫期には特に速まる。プラースカシュ都市型集落を越えたところで川は深く広くなるが、流れは速いままである。川岸は森になっている。